# Liên Vân
Liên Vân (chữ Hán phồn thể:連雲區, chữ Hán giản thể:连云区) là một quận thuộc địa cấp thị Liên Vân Cảng, tỉnh Giang Tô, Cộng hòa Nhân dân Trung Hoa. Quận này có diện tích 523 ki-lô-mét vuông, dân số năm 2005 là 180.000 người. Về mặt hành chính, quận Liên Vân được chia ra các đơn vị gồm 6 nhai đạo, 3 trấn, 3 hương.
- Nhai đạo: Khư Câu, Đào Am, Trung Vân, Liên Vân, Liên Đảo, Bản Kiều, Vân Sơn.
- Trấn: Triều Dương, Túc Thành, Cao Công Đảo, Tiền Tam Đảo.

## Khí hậu
| Dữ liệu khí hậu của quận Liên Vân (Đảo Liên), elevation 27 m (89 ft), (1991–2020 normals, extremes 1981–2010) | Dữ liệu khí hậu của quận Liên Vân (Đảo Liên), elevation 27 m (89 ft), (1991–2020 normals, extremes 1981–2010) | Dữ liệu khí hậu của quận Liên Vân (Đảo Liên), elevation 27 m (89 ft), (1991–2020 normals, extremes 1981–2010) | Dữ liệu khí hậu của quận Liên Vân (Đảo Liên), elevation 27 m (89 ft), (1991–2020 normals, extremes 1981–2010) | Dữ liệu khí hậu của quận Liên Vân (Đảo Liên), elevation 27 m (89 ft), (1991–2020 normals, extremes 1981–2010) | Dữ liệu khí hậu của quận Liên Vân (Đảo Liên), elevation 27 m (89 ft), (1991–2020 normals, extremes 1981–2010) | Dữ liệu khí hậu của quận Liên Vân (Đảo Liên), elevation 27 m (89 ft), (1991–2020 normals, extremes 1981–2010) | Dữ liệu khí hậu của quận Liên Vân (Đảo Liên), elevation 27 m (89 ft), (1991–2020 normals, extremes 1981–2010) | Dữ liệu khí hậu của quận Liên Vân (Đảo Liên), elevation 27 m (89 ft), (1991–2020 normals, extremes 1981–2010) | Dữ liệu khí hậu của quận Liên Vân (Đảo Liên), elevation 27 m (89 ft), (1991–2020 normals, extremes 1981–2010) | Dữ liệu khí hậu của quận Liên Vân (Đảo Liên), elevation 27 m (89 ft), (1991–2020 normals, extremes 1981–2010) | Dữ liệu khí hậu của quận Liên Vân (Đảo Liên), elevation 27 m (89 ft), (1991–2020 normals, extremes 1981–2010) | Dữ liệu khí hậu của quận Liên Vân (Đảo Liên), elevation 27 m (89 ft), (1991–2020 normals, extremes 1981–2010) | Dữ liệu khí hậu của quận Liên Vân (Đảo Liên), elevation 27 m (89 ft), (1991–2020 normals, extremes 1981–2010) |
| Tháng | 1 | 2 | 3 | 4 | 5 | 6 | 7 | 8 | 9 | 10 | 11 | 12 | Năm |
| --- | --- | --- | --- | --- | --- | --- | --- | --- | --- | --- | --- | --- | --- |
| Cao kỉ lục °C (°F)                                                                                            | 13.6 (56.5)                                                                                                   | 22.8 (73.0)                                                                                                   | 24.9 (76.8)                                                                                                   | 31.9 (89.4)                                                                                                   | 35.5 (95.9)                                                                                                   | 35.9 (96.6)                                                                                                   | 37.9 (100.2)                                                                                                  | 36.5 (97.7)                                                                                                   | 33.7 (92.7)                                                                                                   | 29.3 (84.7)                                                                                                   | 25.1 (77.2)                                                                                                   | 19.4 (66.9)                                                                                                   | 37.9 (100.2)                                                                                                  |
| Trung bình ngày tối đa °C (°F)                                                                                | 4.4 (39.9) | 6.5 (43.7) | 11.5 (52.7)                                                                                                   | 17.9 (64.2)                                                                                                   | 23.3 (73.9)                                                                                                   | 26.2 (79.2)                                                                                                   | 29.2 (84.6)                                                                                                   | 29.0 (84.2)                                                                                                   | 25.7 (78.3)                                                                                                   | 20.7 (69.3)                                                                                                   | 13.8 (56.8)                                                                                                   | 7.1 (44.8) | 17.9 (64.3)                                                                                                   |
| Trung bình ngày °C (°F)                                                                                       | 1.9 (35.4) | 3.6 (38.5) | 8.0 (46.4) | 13.9 (57.0)                                                                                                   | 19.5 (67.1)                                                                                                   | 23.1 (73.6)                                                                                                   | 26.6 (79.9)                                                                                                   | 26.7 (80.1)                                                                                                   | 23.4 (74.1)                                                                                                   | 18.1 (64.6)                                                                                                   | 11.3 (52.3)                                                                                                   | 4.6 (40.3) | 15.1 (59.1)                                                                                                   |
| Tối thiểu trung bình ngày °C (°F)                                                                             | −0.1 (31.8)                                                                                                   | 1.4 (34.5) | 5.3 (41.5) | 10.9 (51.6)                                                                                                   | 16.5 (61.7)                                                                                                   | 20.7 (69.3)                                                                                                   | 24.4 (75.9)                                                                                                   | 24.7 (76.5)                                                                                                   | 21.3 (70.3)                                                                                                   | 15.9 (60.6)                                                                                                   | 9.0 (48.2) | 2.5 (36.5) | 12.7 (54.9)                                                                                                   |
| Thấp kỉ lục °C (°F)                                                                                           | −9.0 (15.8)                                                                                                   | −8.3 (17.1)                                                                                                   | −5.2 (22.6)                                                                                                   | 0.7 (33.3) | 8.7 (47.7) | 13.5 (56.3)                                                                                                   | 17.7 (63.9)                                                                                                   | 15.8 (60.4)                                                                                                   | 14.0 (57.2)                                                                                                   | 4.3 (39.7) | −4.7 (23.5)                                                                                                   | −9.6 (14.7)                                                                                                   | −9.6 (14.7)                                                                                                   |
| Lượng Giáng thủy trung bình mm (inches)                                                                       | 20.9 (0.82)                                                                                                   | 24.9 (0.98)                                                                                                   | 34.1 (1.34)                                                                                                   | 43.1 (1.70)                                                                                                   | 70.2 (2.76)                                                                                                   | 97.0 (3.82)                                                                                                   | 235.1 (9.26)                                                                                                  | 188.4 (7.42)                                                                                                  | 90.2 (3.55)                                                                                                   | 36.9 (1.45)                                                                                                   | 40.3 (1.59)                                                                                                   | 21.6 (0.85)                                                                                                   | 902.7 (35.54)                                                                                                 |
| Số ngày giáng thủy trung bình (≥ 0.1 mm)                                                                      | 4.6 | 5.3 | 5.8 | 6.7 | 8.0 | 7.5 | 13.0 | 11.4 | 7.5 | 5.1 | 5.7 | 4.2 | 84.8 |
| Số ngày tuyết rơi trung bình                                                                                  | 2.6 | 2.3 | 0.8 | 0.1 | 0 | 0 | 0 | 0 | 0 | 0 | 0.3 | 1.0 | 7.1 |
| Độ ẩm tương đối trung bình (%)                                                                                | 64 | 66 | 65 | 65 | 68 | 77 | 81 | 80 | 71 | 64 | 64 | 63 | 69 |
| Số giờ nắng trung bình tháng                                                                                  | 157.5 | 157.3 | 199.7 | 217.5 | 233.9 | 199.9 | 196.4 | 206.1 | 198.7 | 198.8 | 162.9 | 159.5 | 2.288,2 |
| Phần trăm nắng có thể                                                                                         | 50 | 51 | 54 | 55 | 54 | 46 | 45 | 50 | 54 | 57 | 53 | 52 | 52 |
| Nguồn: China Meteorological Administration                                                                    | | | | | | | | | | | | | |